# Nadagara synodoneura
Nadagara synodoneura là một loài bướm đêm trong họ Geometridae.